# Petrecerea cu taraf III – Când Dumnezeu era mai jos
Petrecere cu taraf III/Când Dumnezeu era mai jos este un album al interpretului român Tudor Gheorghe.

## Detalii ale albumului
- Gen: Folk, Balada Populara
- Limba: Romana
- Sunet: Stereo
- Inregistrat: Studio
- Durata album: 1 ora 3 minute
- Casa de discuri: Cat Music
- Data Lansare Album: 2007

## Lista pieselor
- 01 - Voica  (11:16)
- 02 - Hora din Muscel [1:25]
- 03 - Act de prezenta (Marin Sorescu) [2:46]
- 04 - Spune, maiculita, spune [2:23]
- 05 - De-as trai ca bradu'n munte [2:30]
- 06 - Fire-ai tu sa fii de deal [2:35]
- 07 - Padure, draga padure [3:02]
- 08 - Padure ca la Vârtoape [1:56]
- 09 - Lele si-oi sa mor [2:07]
- 10 - Patru boi cu lantu-n coarne [3:34]
- 11 - Din Ploiesti pâna-n Gheboaia[ 2.53]
- 12 - Mai dorulet, mai [3:30]
- 13 - Fira-i sa fii, mai baiete [1:28]
- 14 - Pe drumul de la Cepari [2:45]
- 15 - Uitarea (Marin Sorescu) [7:27]
- 16 - Mierlita când e bolnava [3:14]
- 17 - Când toca la Radu Voda [4:04]
- 18 - Pitulice muta-ti casa [2:14]
- 19 - Ciobanul care si-a pierdut oile  [4:46]